# اوسک (ناحیه تپلیتسه)
اوسک (به چکی: Osek) یک منطقهٔ مسکونی و شهرستان دارای شهرک سابقاً روستا در جمهوری چک است که در ناحیه تپلیتسه واقع شده‌است. اوسک ۴٬۹۹۷ نفر جمعیت دارد.